# Pierre Willeme
Petrus Marie (Pierre) Willeme (Heerlen, 5 april 1923 – Sittard, 30 april 1972) was een Nederlands burgemeester.
Hij werd geboren als zoon van Franciscus Willeme (1886-1966) en Anna Maria Jozefina Wetzels (1894-1978). Hij heeft de hbs gedaan en was daarna tijdens de Tweede Wereldoorlog werkzaam bij de Staatsmijn Hendrik. In april 1945 begon hij zijn ambtelijke loopbaan bij de gemeentesecretarie van Heerlen en twee jaar later maakte hij de overstap naar de gemeente Hoensbroek. In 1949 werd hij eerste ambtenaar bij de gemeente Oirsbeek en in september 1950 kwam hij in  dienst bij de gemeente Eygelshoven als hoofd van de afdeling algemene en sociale zaken. In november 1966 werd Willeme benoemd tot burgemeester van Nieuwstadt. Tijdens dat burgemeesterschap overleed hij in 1972 op 49-jarige leeftijd.
In Nieuwstadt is de Basisschool Burgemeester Willeme en het Burgemeester Willemeplein naar hem vernoemd. Zijn zoon Frans Willeme is ook burgemeester geweest.